# WorldSkills
WorldSkills ou Torneio Internacional de Educação Profissional é um torneio Internacional de Educação Profissional promovido pela Internacional Vocation Training Organization (IVTO) realizado a cada dois anos, desde 1950, é o maior de sua categoria.
Entre seus principais objetivos estão:
- promover o intercâmbio entre jovens profissionais de várias regiões do mundo;
- troca de habilidades, experiências e inovações tecnológicas;
- despertar o espírito esportivo nos profissionais.

Os jovens profissionais que competem neste torneio são selecionados por seus respectivos países. Além de participarem apenas uma vez desse torneio, os competidores escolhidos devem ter, no máximo, 22 anos de idade.
É concedido aos melhores profissionais no torneio medalhas de ouro, prata e bronze, além de certificados de excelência (aos competidores que alcançaram acima de quinhentos pontos).

## História
Em 1946, diante da necessidade de trabalhadores qualificados na Espanha, o então Diretor-Geral da Organização de Trabalhadores Espanhóis (OJE), António Elola Olaso, percebeu que era preciso criar um sistema eficaz de capacitação profissional.
A ideia de Olaso tornou-se um projeto nas mãos de Antônio Almagro e Faustino Ramos, diretores do Centro de Trabalho, e despertou interesses de agências e empresas quando o mais importante centro de treinamento espanhol, "Virgem de La Paloma", abraçou a ideia.
O primeiro Concurso Nacional realizado em Madrid, capital espanhola, foi um sucesso. Reuniu quatro mil aprendizes.
Mas os idealizadores queriam mais. Queriam promover torneios que salientassem competições, revelando os diferentes níveis de habilidade e capacidade de pessoas de outros países.
Por haver maior afinidade, países latino-americanos foram convidados para criar uma Competição Internacional. Não houve efeito. Porém, Portugal se interessou.
Em 1950, com doze jovens qualificados de Portugal e Espanha, ocorreu a 1ª WorldSkills, a primeira competição internacional de formação profissional.

## Todos os torneios
Promovido há mais de meio século, o WorldSkills é realizado a cada dois anos. O próximo torneio, em sua quadragésima quarta edição, ocorrerá em 2017, em Abu Dhabi, Emirados Árabes.
| Ano  | Local                           | Ano  | Local              |
| ---- | ------------------------------- | ---- | ------------------ |
| 2024 | Lyon, França                    | 1977 | Utrecht, Holanda   |
| 2019 | Kazan, Rússia                   | 1975 | Madrid, Espanha    |
| 2017 | Abu Dhabi, United Arab Emirates | 1973 | Munique, Alemanha  |
| 2015 | São Paulo, Brasil               | 1971 | Gijon, Espanha     |
| 2013 | Leipzig, Alemanha               | 1970 | Tóquio, Japan      |
| 2011 | Londres, Reino Unido            | 1969 | Bruxelas, Bélgica  |
| 2009 | Calgary,Canadá                  | 1968 | Berna, Suíça       |
| 2007 | Shizuoka, Japão                 | 1967 | Madrid, Espanha    |
| 2005 | Helsinque, Finlândia            | 1966 | Utreque, Holanda   |
| 2003 | St-Gallen, Suíça                | 1965 | Glasgow, Escócia   |
| 2001 | Seul, Coreia do Sul             | 1964 | Lisboa, Portugal   |
| 1999 | Montreal, Canadá                | 1963 | Gijon, Espanha     |
| 1997 | St-Gallen, Suíça                | 1961 | Duisburg, Alemanha |
| 1995 | Lyon, França                    | 1960 | Barcelona, Espanha |
| 1993 | Taipé, Taiwan                   | 1959 | Modena, Itália     |
| 1991 | Amesterdão, Países Baixos       | 1958 | Bruxelas, Bélgica  |
| 1989 | Birmingham, Inglaterra          | 1957 | Madrid, Espanha    |
| 1988 | Sydney, Austrália               | 1956 | Madrid, Espanha    |
| 1985 | Osaka, Japão                    | 1955 | Madrid, Espanha    |
| 1983 | Linz, Áustria                   | 1953 | Madrid, Espanha    |
| 1981 | Cork, Irlanda                   | 1951 | Madrid, Espanha    |
| 1979 | Busan, Coreia do Sul            | 1950 | Madrid, Espanha    |

## Brasil no WorldSkills

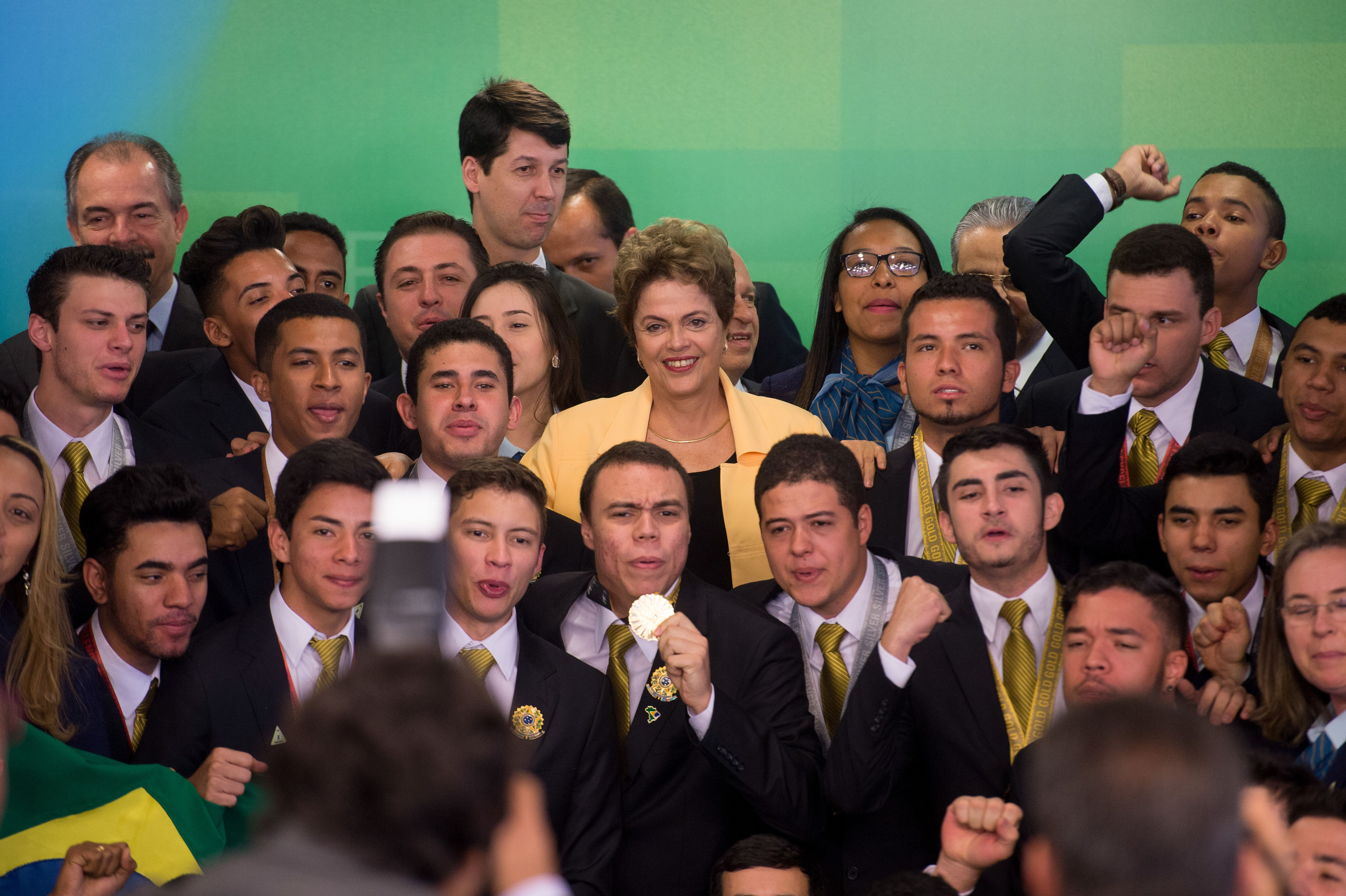
A presidente Dilma Rousseff recebe os 56 competidores do Brasil da olimpíada internacional de profissões técnicas da 43ª edição da WorldSkills, no Palácio do Planalto (Marcelo Camargo/Agência Brasil)

:"Para quem gosta de competição, o WorldSkills é um grande desafio, mas para mim o que vale a pena mesmo é o reconhecimento."
Rafael Sansão, ex-aluno do SENAI-Campinas, formado em fresagem CNC, medalha de prata na WorldSkills 2007, em Shizuoka, Japão.
Em 1982, a instituição SENAI (Serviço Nacional de Aprendizagem Industrial) ultrapassou fronteiras e filiou-se a IVTO e, no ano seguinte, na Áustria, marcou a primeira presença brasileira na WorldSkills.
De lá para cá, o Brasil só cresceu na competição, trazendo cada vez mais medalhas.
Na WorldSkills 2011, realizada no Reino Unido, o Brasil, representado pelo SENAI, conquistou onze medalhas - seis de ouro, três de prata e duas de bronze - além de dez diplomas excelência. Na classificação geral, ficou em segundo lugar atrás apenas da Coreia do Sul. Esta foi a melhor posição do Brasil no torneio até 2015, quando ficou em primeiro lugar.
Atualmente, o Brasil é representado pelo SENAI e pelo SENAC (Serviço Nacional de Aprendizagem Comercial).
A CLASSIFICAÇÃO EM TODAS AS COMPETIÇÕES 
| Ano  | Classificação | Ouro | Prata | Bronze | Certificados de Excelência |
| ---- | ------------- | ---- | ----- | ------ | -------------------------- |
| 2019 | 3º lugar      | 2    | 5     | 6      | 27                         |
| 2017 | 2º lugar      | 7    | 5     | 3      | 26                         |
| 2015 | 1° lugar      | 11   | 10    | 6      | 19                         |
| 2013 | 5° lugar      | 4    | 5     | 3      | 15                         |
| 2011 | 2° lugar      | 6    | 3     | 2      | 10                         |
| 2009 | 3° lugar      | 4    | 4     | 2      | 5                          |
| 2007 | 2° lugar      | 2    | 3     | 4      | 7                          |
| 2005 | 7° lugar      | 0    | 2     | 3      | 6                          |
| 2003 | 12° lugar     | 2    | 0     | 2      | 7                          |
| 2001 | 6° lugar      | 0    | 0     | 2      | 11                         |
| 1999 | 8° lugar      | 2    | 0     | 1      | 5                          |
| 1997 | 7° lugar      | 0    | 0     | 1      | 7                          |
| 1995 | 3° lugar      | 2    | 1     | 2      | 5                          |
| 1993 | 5° lugar      | 0    | 1     | 1      | 6                          |
| 1991 | 13° lugar     | 0    | 0     | 2      | 5                          |
| 1989 | 12° lugar     | 0    | 1     | 0      | 3                          |
| 1988 | 15° lugar     | 0    | 0     | 0      | 0                          |
| 1985 | 13° lugar     | 0    | 0     | 0      | 1                          |
| 1983 | 16° lugar     | 0    | 0     | 0      | 0                          |

## Medalhistas brasileiros
Lista dos jovens profissionais que conquistaram medalhas nas últimas edições da WorldSkills Brasil.

### 45º WorldSkills 2019 Kazan, Rússia
| Nome                                                                               | UF/Formação | Categoria Premiado                       | Medalha |
| ---------------------------------------------------------------------------------- | ----------- | ---------------------------------------- | ------- |
| Leonardo Camargo De Souza                                                          | SENAI SP    | Desenho Mecânico CAD                     |         |
| Paulo Vitor Fratta                                                                 | SENAI SP    | Mecânica de Veículos Pesados             |         |
| Leonardo Eleuterio Escola                                                          | SENAI SP    | Tornearia CNC                            |         |
| Gabriella Louise Dos Santos Silva                                                  | SENAI SP    | Tecnologia da Moda                       |         |
| Miriam de Paula Soares da Silva                                                    | SENAC MG    | Saúde e Bem-estar                        |         |
| Vitor Galdino Santos                                                               | SENAI SP    | Engª de Moldes para Polímeros            |         |
| Leandro Ribeiro Moreira                                                            | SENAI PR    | Computação na Nuvem                      |         |
| Edmilson Silva Souza Neto Italo C Gonçalves                                        | SENAI BA    | Mecatrônica                              |         |
| Ralph De Souza Crespo                                                              | SENAI RJ    | Soldagem                                 |         |
| Lucas Giovani Gomes                                                                | SENAI SP    | Aplic. Revestimento Cerâmico             |         |
| Carlos Augusto Leotte Brys                                                         | SENAI RS    | Eletricidade Predial                     |         |
| Daniela dos Santos Carneiro                                                        | SENAI BA    | Tecnologias de Laboratório Quimico       |         |
| Jean Carlos Nicoletti Novak Raissa Marcon Constante                                | SENAI SC    | Segurança Cibernética                    |         |
| Lucas Constancio Lenzi                                                             | SENAI PR    | Redes de Cabeamento Estruturado          |         |
| Luiz Fernando Silva Zanini Evan Benicio Sobral Filho Avelino Gabriel Carrara Bueno | SENAI SP    | Manufatura Integrada                     |         |
| Allan Scholze                                                                      | SENAI SC    | Fresagem CNC                             |         |
| Gabriel Panca Ribeiro                                                              | SENAI SC    | Soluções de Software para Negócios       |         |
| Andressa Batista De Souza                                                          | SENAI RS    | Impressão Off set                        |         |
| Lucas Maciel Santos Gomes                                                          | SENAI DF    | Funilaria                                |         |
| Gabriel Liberato Hoffmann                                                          | SENAI SC    | Manutenção de Aeronaves                  |         |
| Raimundo Nonato Luz Farias                                                         | SENAI RN    | Instalações Hidráulicas e de Aquecimento |         |
| Nathan Martins Pacifico                                                            | SENAI MG    | Eletrônica                               |         |
| Gildson Hugo Cardoso dos Santos Silva                                              | SENAI AL    | Web Design                               |         |
| Emanuel Evangelista da Cruz                                                        | SENAI RJ    | Construção em Alvenaria                  |         |
| Luan Silva Braga                                                                   | SENAI DF    | Sistemas de Drywall                      |         |
| Cristiano De Castro Nunes Emerson Luis Lemes Morais                                | SENAI RS    | Robótica Móvel                           |         |
| João Victor Dos Anjos Oliveira                                                     | SENAI DF    | Marcenaria de Móveis                     |         |
| Marcos Aurelio Da Silva Junior                                                     | SENAI MG    | Marcenaria de Estruturas                 |         |
| Isadora Berti Guedes Pereira                                                       | SENAC SC    | Estética e Bem Estar                     |         |
| Eduardo Felipe Benvegnir                                                           | SENAI PR    | Tecnologia Automotiva                    |         |
| Sofia Montenegro Cabral Lerner                                                     | SENAC RS    | Cozinha                                  |         |
| Marcelo Augusto Dos Santos                                                         | SENAI SP    | Pintura Automotiva                       |         |
| Italo Silva Cruz                                                                   | SENAI SP    | Refrigeração e Ar Condicionado           |         |
| Eduardo Mateus Hermann                                                             | SENAI SC    | Adm. Sistemas de Redes TI                |         |
| Bianca Klempe Corrêa                                                               | SENAI SP    | Design Gráfico                           |         |
| Lucas Planas Carneiro                                                              | SENAI SP    | Estruturas Metálicas                     |         |
| Henrique Sobrinho Menezes                                                          | SENAI SP    | Modelagem de Protótipo                   |         |
| Bruna Alessandra Pinto Vieira                                                      | SENAI MG    | Panificação                              |         |
| Gabriel Dos Santos Vieira                                                          | SENAI SE    | Games 3D                                 |         |

### 44º WorldSkills 2017 Abu Dhabi, Emirados Árabes Unidos
| Nome                                   | UF/Formação | Categoria Premiado              | Medalha |
| -------------------------------------- | ----------- | ------------------------------- | ------- |
| Bruno Gruner                           | SENAI SC    | Polimecânica                    |         |
| Gustavo Andreola Lucas Tochetto        | SENAI RS    | Mecatrônica                     |         |
| Lucas Santos                           | SENAI MG    | Controle Industrial             |         |
| Mateus Moriel                          | SENAI SP    | Tornearia CNC                   |         |
| Murilo Silva                           | SENAI RS    | Impressão Off set               |         |
| Pablo Paulo                            | SENAI MG    | Escultura em Pedra              |         |
| Willon Santos Thiago Lima Mateus Gomes | SENAI MT    | Manufatura Integrada            |         |
| Andrei Chiesa                          | SENAI RS    | Joalheria                       |         |
| Kennedy Yamashita                      | SENAI SP    | Manutenção Industrial           |         |
| Kévin Nascimento                       | SENAI SP    | Desenho Mecânico CAD            |         |
| Michael Ferraz                         | SENAI SP    | Estruturas Metálicas            |         |
| Rhany Moreira                          | SENAI MG    | Tecnologia da Moda              |         |
| Fábio Serpa                            | SENAI DF    | Marcenaria de Móveis            |         |
| Rui Neto                               | SENAI SP    | Marcenaria de Estruturas        |         |
| Matheus Costa Matheus Santos           | SENAI MT    | Estruturas de Concreto          |         |
| Ana Jacinto                            | SENAI SC    | Vitrinismo                      |         |
| Benedito Vitor                         | SENAI SP    | Modelagem de Protótipo          |         |
| Davi Fonseca (MG) Yudi Hayashi (SP)    | SENAI MG SP | Jardinagem                      |         |
| Eric Silva                             | SENAI SC    | Web Design                      |         |
| Gabriel Souza                          | SENAI SP    | Eletrônica                      |         |
| Gerson Nunes                           | SENAC RS    | Cozinha                         |         |
| Gilberto Santos                        | SENAI DF    | Aplic. Revestimento Cerâmico    |         |
| Guilherme Rabuske Theodoro Cardoso     | SENAI RS    | Robótica Móvel                  |         |
| João da Silva                          | SENAI SP    | Mecânica de Veículos Pesados    |         |
| Júlia Ribeiro                          | SENAC RS    | Saúde e Bem-estar               |         |
| Larissa Moreira                        | SENAI SP    | Design Gráfico                  |         |
| Lucas Bessoni                          | SENAI SP    | Pintura Automotiva              |         |
| Lucas Lira                             | SENAI SP    | Tecnologia Automotiva           |         |
| Paulo Medeiros                         | SENAI SP    | Eletricidade Predial            |         |
| Paulo Molaia                           | SENAI SP    | Funilaria                       |         |
| Paulo Ricardo                          | SENAI SP    | Pintura Decorativa              |         |
| Rafael Dário                           | SENAI RN    | Soldagem                        |         |
| Rafael de Borba                        | SENAI SC    | Manutenção de Aeronaves         |         |
| Renato Jucá                            | SENAI AL    | Adm. Sistemas de Redes TI       |         |
| Rodrigo Keller                         | SENAI SC    | Fresagem CNC                    |         |
| Rubens Santos                          | SENAI MG    | Redes de Cabeamento Estruturado |         |
| Silvio Crispim                         | SENAI RJ    | Construção em Alvenaria         |         |
| Thais Lima                             | SENAI SP    | Confeitaria                     |         |
| Vitória Guimarães                      | SENAC RS    | Cabeleireiro                    |         |
| Wanderson Santos                       | SENAI DF    | Sistemas de Drywall             |         |
| Wisley Pereira                         | SENAI DF    | Refrigeração e Ar Condicionado  |         |

### 43º WorldSkills 2015 São Paulo, Brasil
| Nome                                                              | UF/Formação | Categoria Premiado                  | Medalha |
| ----------------------------------------------------------------- | ----------- | ----------------------------------- | ------- |
| Carlos Rubens Teixeira Junior                                     | SENAI MG    | Eletricidade Predial                |         |
| Daniel de Oliveira Gomes                                          | SENAI SP    | Calderaria                          |         |
| Felipe Augusto Gutierra                                           | SENAI SP    | Polimecânica                        |         |
| Giovanni Kenji Shiroma                                            | SENAI SP    | Web Design                          |         |
| Jackielyson André Ferreira Alves                                  | SENAI RN    | Soldagem                            |         |
| Kaio Júnio Martins Silva                                          | SENAI MG    | Tecnologia da Moda                  |         |
| Leandro Éricles Frozino Rumaqueli                                 | SENAI SP    | Desenho Mecânico - CAD              |         |
| Leonardo Fonseca Rodrigues                                        | SENAI RJ    | Joalheria                           |         |
| Luis Carlos Sanches Machado Junior                                | SENAI SP    | Mecânica de Automóveis              |         |
| Thiago Augusto Blanco da Costa                                    | SENAI SP    | Aplicação de Rev Cerâmicos          |         |
| Victor Bernardo                                                   | SENAI RS    | Tecnologia de Mídia Impressa        |         |
| Carlos Eduardo Camargo de Araujo Silva                            | SENAI SP    | Design Gráfico                      |         |
| Danilo Rodrigues Oliveira                                         | SENAI SP    | Sistema de Transporte da Informação |         |
| David Silva Damasceno                                             | SENAI MG    | Estruturas Metálicas                |         |
| Diego Basso Mateus Gaspary de Freitas                             | SENAI RS    | Mecatrônica                         |         |
| Djalma Rodrigues de Assis                                         | SENAI MG    | Escultura em Pedra                  |         |
| Eduardo Kruczkievicz                                              | SENAI SC    | Tornearia CNC                       |         |
| Iracema de Arruda Vilalva                                         | SENAI SP    | Panificação                         |         |
| Mailson Valerio de Oliveira                                       | SENAI SP    | Constr. de Moldes Polímeros         |         |
| Welen Pereira Santana                                             | SENAI MG    | Marcenaria de estruturas            |         |
| Weverton Guilherme Santos Silva                                   | SENAI AL    | Construção em Alvenaria             |         |
| Alex Massayuki Yonekubo Fabiana Bonacina Guilherme Attis Campanez | SENAI SP    | Manufatura Integrada                |         |
| Andeson de Almeida                                                | SENAC BA    | Serviço de Restaurante              |         |
| Evandro Junio Gomes Lima                                          | SENAI MG    | Eletrônica Industrial               |         |
| Gabriel Lucas Teixeira Teles                                      | SENAI MG    | Manutenção Mecânica Industrial      |         |
| Ricardo Dornelles                                                 | SENAC RS    | Cozinha                             |         |
| Vanessa da Silva Wenderson Campos de Oliveira                     | SENAI MT    | Const. Estruturas Concreto          |         |
| Abner Colombati Pereira                                           | SENAI SP    | Confeitaria                         |         |
| Aldair da Silva Santos                                            | SENAC PE    | Cabeleireiro                        |         |
| Alef do Nascimento Souza Eric Coimbra da Silva                    | SENAI MG    | Jardinagem e Paisagismo             |         |
| Alef Scholze                                                      | SENAI SC    | Fresagem CNC                        |         |
| Alesson Roger Lopes                                               | SENAI PR    | Modelagem de Protótipos             |         |
| Alisson Aires Aguiar                                              | SENAI TO    | Pintura Decorativa                  |         |
| Carlos Adriano Vieira Victor Gabriel Brandão                      | SENAI MG    | Robótica Móvel                      |         |
| Diego Soares de Oliveira                                          | SENAI SP    | Marcenaria de móveis                |         |
| Julia Gabriela dos Santos                                         | SENAC MG    | Enfermagem                          |         |
| Lucas Antônio Rodrigues da Silva                                  | SENAI MG    | Eletricidade Industrial             |         |
| Lucas Pescinelli Luquianhuk                                       | SENAI SP    | Pintura Automotiva                  |         |
| Luiz Felipe de Moraes de Souza                                    | SENAI SP    | Carpintaria de telhados             |         |
| Matheus de Sousa Arruda                                           | SENAI SP    | Funilaria Automotiva                |         |
| Maurício Duarte Ferreira                                          | SENAI AM    | Vitrinismo                          |         |
| Milena Berkembrock                                                | SENAC MG    | Florista                            |         |
| Patrick Herman Andrade da Conceição Ens                           | SENAI SP    | TI - Soluções de Software           |         |
| Rafael Oening                                                     | SENAI SC    | Administração de Sist. de Redes     |         |
| Ramon Luiz Campos                                                 | SENAI MG    | Instalação Hidráulica e a Gás       |         |
| Wilker Renan Grassioti de Sousa                                   | SENAI DF    | Refrigeração e Ar-Condicionado      |         |

1ª medalha Albert Vidal alcançada pela delegação brasileira no Torneio Mundial de Formação Profissional, pelo competidor Luis Carlos Sanches Machado Jr.

### 42° WorldSkills 2013 Leipzig, Alemanha
| Nome                                                                      | DR/Formação | Categoria premiado                 | Medalha |
| ------------------------------------------------------------------------- | ----------- | ---------------------------------- | ------- |
| Henrique Baron Maurício Zangali Toigo                                     | SENAI RS    | Mecatrônica                        |         |
| Henrique da Silva Santana                                                 | SENAI SP    | Fresagem CNC                       |         |
| Ricardo Calvi Vivian                                                      | SENAI RS    | Design Gráfico                     |         |
| Richard Souza da Silva                                                    | SENAI SP    | Polimecânica                       |         |
| Kleber da Silva Santos                                                    | SENAI SP    | Calderaria                         |         |
| Leonardo Félix Gajardo                                                    | SENAI SP    | Tecnologia da Informação           |         |
| Paulo Kazuo Inoue                                                         | SENAI SP    | CAD                                |         |
| Rafael Wenderson Morais Pereira                                           | SENAI RN    | Soldagem                           |         |
| Renata da Silva Santos                                                    | SENAI SP    | Joalheria                          |         |
| Caique Ferreira de Faria                                                  | SENAI MG    | Eletricidade Industrial            |         |
| Felipe Barbosa Benicio                                                    | SENAI SP    | Mecânica de Refrigeração           |         |
| Nagella Araújo                                                            | SENAI MG    | Vitrinismo                         |         |
| William Adriano Martins                                                   | SENAI SP    | Web Design                         |         |
| Bruno Yuji Otani Ramalho                                                  | SENAI SP    | Construção de Moldes               |         |
| Thiago Villamagna Machado                                                 | SENAI SP    | Instalação e Manutenção de Redes   |         |
| Bruno Pereira de Assis                                                    | SENAI SP    | Mecânica de Automóveis             |         |
| Arivaldo Junior Donato Arthur Zuliani de Oliveira Daniel Oliveira Minutti | SENAI SP    | Manufatura integrada               |         |
| Geovane Oliveira da Silva                                                 | SENAI DF    | Aplicação de Revestimento Cerâmico |         |
| Ariel Bertoluci                                                           | SENAI SC    | Construção em Alvenaria            |         |
| Leandro Figueredo Oliveira                                                | SENAI PE    | Eletricidade Predial               |         |
| Sávio Vieira Silva Moura                                                  | SENAI MG    | Eletrônica Industrial              |         |
| Guilherme Douglas Rodrigues Gustavo Lemar Cardoso                         | SENAI MG    | Robótica Móvel                     |         |
| Jacques Dias Prado                                                        | SENAI MG    | Tornearia CNC                      |         |
| Charllene Darvyllen dos Santos Oliveira                                   | SENAI PE    | Tecnologia da Moda                 |         |
| Patrícia de Sousa Gomes                                                   | SENAC CE    | Cabeleireiro                       |         |
| Gabriela Rabelo Freitas Melo                                              | SENAC MG    | Cozinheiro                         |         |
| Ueslei Felipe de Oliveira Vale                                            | SENAC PR    | Serviço de Restaurante             |         |

### 41° WorldSkills 2011 Londres, Reino Unido
| Nome                                        | DR/Formação | Categoria premiado                 | Medalha |
| ------------------------------------------- | ----------- | ---------------------------------- | ------- |
| Guilherme Augusto Franco de Souza           | SENAI SP    | Desenho mecânico em CAD            |         |
| Gabriel D'Espindula                         | SENAI PR    | Eletrônica Industrial              |         |
| Willian Ramon de Souza                      | SENAI DF    | Mecânica de Refrigeração           |         |
| Christian Alessi Maicon Carlos Pasin        | SENAI RS    | Mecatrônica                        |         |
| Natã Miccael Barbosa                        | SENAI SC    | Web Design                         |         |
| Rodrigo Ferreira da Silva                   | SENAI RJ    | Joalheria                          |         |
| Guilherme de Souza Vieira                   | SENAI SP    | Design Gráfico                     |         |
| Rodrigo da Silva Panifer                    | SENAI SP    | Polimecânica                       |         |
| Paolo Haji de Carvalho Bueno                | SENAI SP    | Tecnologia da Informação           |         |
| Thiago Guilherme de Carvalho                | SENAI MG    | Fresagem CNC                       |         |
| Lucas Landriny Filgueira                    | SENAI RN    | Soldagem                           |         |
| Jecivaldo Oliveira da Silva                 | SENAI DF    | Aplicação de Revestimento Cerâmico |         |
| Priscilla Silva Teixeira                    | SENAI MG    | Confeitaria                        |         |
| Marcos Paulo dos Santos                     | SENAI MG    | Eletricidade Industrial            |         |
| Lucas Rodrigues de Souza                    | SENAI MG    | Eletricidade Predial               |         |
| Avner de Lima Santos                        | SENAI AL    | Instalação e Manutenção de Redes   |         |
| Leandro Duarte Machado Andre Luiz Peripolli | SENAI SC    | Robótica móvel                     |         |
| Rafael de Oliveira Santos                   | SENAI MG    | Tornearia CNC                      |         |
| Jéssica Peyer do Amaral / Renata Machado    | SENAC RS    | Técnico em Enfermagem              |         |
| Hemilton Heverton dos Santos                | SENAC BA    | Serviço de Restaurante             |         |
| Laysa Barreto de Meneses                    | SENAC BA    | Cozinha                            |         |

### 40° WorldSkills 2009 Calgary, Canadá
| Nome                            | DR/Formação         | Categoria premiado          | Medalha |
| ------------------------------- | ------------------- | --------------------------- | ------- |
| Mackson Elias dos Santos        | Rio Grande do Norte | Mecânica de Refrigeração    |         |
| Tiago Alves Nogueira de Souza   | Alagoas             | Tecnologia da informação    |         |
| Fernando José Mangili Luiz      | Bauru               | Desenho mecânico em CAD     |         |
| Mateus Freitas                  | São Paulo           | Eletrônica                  |         |
| Geverson Abreu Schimitt         | Rio Grande do Sul   | Revestimento cerâmico       |         |
| Alexandre Concari               | Rio Grande do Sul   | Joalheria                   |         |
| Dariel Gomes Márcio da Silva    | São Paulo           | Mecatrônica                 |         |
| Danilo Rafael de Oliveira Silva | São Paulo           | Fresagem CNC                |         |
| André Luiz Martins Ramos        | Santa Catarina      | Web Design                  |         |
| Rafael Borges                   | Goiás               | Soldagem                    |         |
| André Didoné                    | Rio Grande do Sul   | Instalação elétrica predial |         |
| Eduardo Bodini Santiago Junior  | Bauru               | Redes IT/PC                 |         |
| Arthur Colasso Camargo          | Bauru               | Polimecânica                |         |
| Weliton Batisti                 | Santa Catarina      | Tornearia CNC               |         |
| Helena Neves Quintas Simões     | Distrito Federal    | Design Gráfico              |         |

### 39° WorldSkills 2007 Shizuoka, Japão
| Nome                                                  | DR/Formação                          | Categoria premiado            | Medalha |
| ----------------------------------------------------- | ------------------------------------ | ----------------------------- | ------- |
| Anderson Carlos Moreira Tavares                       | SENAI Areias, Recife                 | Aplicação de Software         |         |
| Lucas Gonçalves                                       | SENAI Visconde de Mauá, Porto Alegre | Refrigeração                  |         |
| Everton Toigo Filipe Mendonça da Trindade             | SENAI Caxias do Sul                  | Mecatrônica                   |         |
| Rafael Sansão                                         | SENAI Roberto Mange, Campinas        | Fresagem CNC                  |         |
| Carla Marangoni De Bona                               | SENAI Criciúma                       | Web Design                    |         |
| Jaime do Nascimento Gomes                             | SENAI Lençóis Paulista               | Polimecânica                  |         |
| Alan Quitério Helder Luiz de Assis João Vitor Augusto | SENAI SP                             | Manufatura Integrada          |         |
| Elton Benigno Coelho                                  | SENAI Caruaru                        | Desenho técnico com CAD       |         |
| Bruno Francisco Rodrigues                             | SENAI Lençóis Paulista               | Suporte e Manutenção de Redes |         |
| Jéferson Relvas Oliveira                              | SENAI José Polizotto, Marília        | Torno CNC                     |         |
| Max Wendell Morais Pereira                            | CETEC Ítalo Bologna SENAI Mossoró    | Soldagem                      |         |
| Juliano Gabriel Prado Varasquin                       | SENAI Lençóis Paulista               | Eletrônica Industrial         |         |
| Leandro Rodrigues de Souza                            | SENAI Divinópolis                    | Instalações Elétricas         |         |
| Rodrigo Pedroso Mendes                                | SENAI Lençóis Paulista               | Controle Industrial           |         |
| Adriano Cenci                                         | SENAI Guaporé                        | Joalheria                     |         |
| Thiago Leon da Silva Marti                            | SENAI Rio de Janeiro                 | Desenho Gráfico               |         |

### 38° WorldSkills 2005 Helsinque, Finlândia
| Nome                                                                          | UF/Formação      | Categoria Premiado                   | Medalha |
| ----------------------------------------------------------------------------- | ---------------- | ------------------------------------ | ------- |
| Edney Aparecido dos Santos Leonardo Tayette de Souza Jeferson Luiz dos Santos | SENAI SP Pompeia | Manufatura Integrada                 |         |
| Paulo Djalma de Souza                                                         | SENAI PE         | Mecânica de Refrigeração             |         |
| Paulo Alberto Macedo Vieira Violada                                           | SENAI SC         | Suporte de Computadores              |         |
| Rogério Pimental Navarro                                                      | SENAI SP Bauru   | Eletricidade Industrial              |         |
| Sherman Djalma de Souza                                                       | SENAI SP Bauru   | Polimecânica                         |         |
| Marcelo Morin Naimaier                                                        | SENAI RS         | Mecatrônica                          |         |
| Fernando Telli Athaide                                                        | SENAI SP Bauru   | Projeto Assistido por Computador CAD |         |
| Júlio César de Oliveira Barbosa                                               | SENAI AL         | Tecnologia da Informação             |         |
| Marcelo Pavanello                                                             | SENAI SP Bauru   | Soldagem                             |         |
| Paulo Mateus da Silva Ramos                                                   | SENAI RS         | Eletricidade Predial                 |         |
| Alan Fagundes                                                                 | SENAI SC         | Usinagem a CNC                       |         |

### 37° WorldSkills 2003 Saint Gallen, Suiça
| Nome                                      | UF/Formação | Categoria Premiado                   | Medalha |
| ----------------------------------------- | ----------- | ------------------------------------ | ------- |
| Wertson da Silva Resende                  | SENAI RN    | Mecânico de Refrigeração             |         |
| Osmar Frison Júnior                       | SENAI RS    | Eletricidade Industrial              |         |
| Lucas Daniel Castoldi                     | SENAI RS    | Eletricidade Predial                 |         |
| Eduardo José de Alcântara                 | SENAI PE    | Mecânica de Precisão                 |         |
| Alan Patrick Gozi                         | SENAI ES    | Tornearia a CNC                      |         |
| Alan de Araújo Brum                       | SENAI RJ    | Suporte a Rede PC                    |         |
| Ana Carolina Lopes                        | SENAI SP    | Design Gráfico                       |         |
| Guilherme Panes                           | SENAI SP    | Tecnologia da Informação             |         |
| Helaydson Ricardo Silva                   | SENAI SP    | Soldagem                             |         |
| Igor André Krakheche Rafael Luis Turcatel | SENAI RS    | Mecatrônica                          |         |
| Rafael Ariente Neto                       | SENAI SC    | Projeto Assistido por Computador CAD |         |

### 36° WorldSkills 2001
| Nome | UF/Formação | Categoria Premiado                     | Medalha |
| ---- | ----------- | -------------------------------------- | ------- |
|      | SENAI SP    | Eletricidade Industrial                |         |
|      | SENAI RJ    | Design Gráfico                         |         |
|      | SENAI PB    | Soldagem                               |         |
|      | SENAI PE    | Refrigeração                           |         |
|      | SENAI RJ    | Aplicação de Revestimentos Cerâmicos   |         |
|      | SENAI RS    | Eletricidade Predial                   |         |
|      | SENAI RS    | Projeto Assistido por Computador - CAD |         |
|      | SENAI RS    | Mecatrônica                            |         |
|      | SENAI SP    | Ajustagem                              |         |
|      | SENAI SP    | Eletrônica                             |         |
|      | SENAI SP    | Fresagem a CNC                         |         |
|      | SENAI SP    | Tecnologia da Informação               |         |
|      | SENAI SP    | Tornearia a CNC                        |         |

### 35° WorldSkills 1999
| Nome                  | UF/Formação | Categoria Premiado                   | Medalha |
| --------------------- | ----------- | ------------------------------------ | ------- |
|                       | SENAI DF    | Eletricidade Predial                 |         |
| Walter da Silva Diniz | SENAI SP    | Soldagem                             |         |
|                       | SENAI SP    | Mecatrônica                          |         |
|                       | SENAI PE    | Ferramentaria                        |         |
|                       | SENAI RS    | Eletricidade Industrial              |         |
|                       | SENAI SP    | Projeto Assistido por Computador CAD |         |
|                       | SENAI SP    | Aplicação de Revestimento Cerâmicos  |         |
|                       | SENAI SP    | Mecânica de Precisão                 |         |

### 34° WorldSkills 1997
| Nome | UF/Formação | Categoria Premiado                   | Medalha |
| ---- | ----------- | ------------------------------------ | ------- |
|      | SENAI SP    | Mecatrônica                          |         |
|      | SENAI RS    | Eletricidade Predial                 |         |
|      | SENAI SP    | Eletrônica                           |         |
|      | SENAI SP    | Ferramentaria                        |         |
|      | SENAI SP    | Mecânico de Precisão                 |         |
|      | SENAI SP    | Projeto Assistido por Computador CAD |         |
|      | SENAI SP    | Soldagem                             |         |
|      | SENAI SP    | Tornearia a CNC                      |         |

### 33° WorldSkills 1995 Lyon, France
| Nome                        | UF/Formação | Categoria Premiado                   | Medalha |
| --------------------------- | ----------- | ------------------------------------ | ------- |
| Anderson Garcia Scarlassara | SENAI SP    | Tornearia Mecânica e a CNC           |         |
| Rogério Tergolina           | SENAI RS    | Eletricidade Industrial              |         |
|                             | SENAI RJ    | Design Gráfico                       |         |
| Juliano Matias              | SENAI SP    | Eletrônica                           |         |
| Luiz Eduardo Leão           | SENAI SP    | Mecânico de Precisão                 |         |
|                             | SENAI DF    | Eletricidade Predial                 |         |
|                             | SENAI PB    | Ajustagem                            |         |
| Jair                        | SENAI SC    | Soldagem                             |         |
| Gustavo                     | SENAI SP    | Projeto Assistido por Computador CAD |         |
| Pedro Teodoro Faria         | SENAI SP    | Ferramentaria                        |         |

As 1ªs medalhas de ouro alcançada pela delegação brasileira no Torneio Mundial de Formação Profissional
- https://www.worldskills.org/media/news/first-brazilian-win-worldskills-medal/

### 32° WorldSkills 1993 Taipei, Taiwan
| Nome | UF/Formação | Categoria Premiado   | Medalha |
| ---- | ----------- | -------------------- | ------- |
|      | SENAI SP    | Desenho Gráfico      |         |
|      | SENAI BA    | Solda a Gás          |         |
|      | SENAI BA    | Fresagem             |         |
|      | SENAI RS    | Eletricidade Predial |         |
|      | SENAI RS    | Ferramentaria        |         |
|      | SENAI RS    | Ferramentaria        |         |
|      | SENAI SP    | Eletrônica           |         |
|      | SENAI SP    | Solda Elétrica       |         |

### 31° WorldSkills 1991 Amsterdam, Holanda
| Nome | UF/Formação | Categoria Premiado   | Medalha |
| ---- | ----------- | -------------------- | ------- |
|      | SENAI RS    | Eletricidade Predial |         |
|      | SENAI SP    | Desenho Gráfico      |         |
|      | SENAI MG    | Ajustagem            |         |
|      | SENAI MG    | Ferramentaria        |         |
|      | SENAI RJ    | Desenho Mecânico     |         |
|      | SENAI SP    | Fresagem             |         |
|      | SENAI SP    | Mecânica de Precisão |         |

### 30° WorldSkills 1989 Birmingham, Inglaterra
| Nome                | UF/Formação | Categoria Premiado | Medalha |
| ------------------- | ----------- | ------------------ | ------- |
| Célio Alves Pereira | SENAI RJ    | Tornearia          |         |
|                     |             | Ajustagem          |         |
|                     | SENAI RS    | Ferramentaria      |         |
|                     |             | Desenho Gráfico    |         |

1ª medalha alcançada pela delegação brasileira no Torneio Mundial de Formação Profissional

### 28° WorldSkills 1985 Osaka, Japão
| Nome | UF/Formação | Categoria Premiado | Medalha |
| ---- | ----------- | ------------------ | ------- |
|      |             | Fresagem           |         |

## Modalidades atuais no WorldSkills
Transporte & Logística
- Lanternagem e Funilaria
- Mecânica de Automóvel
- Pintura Automotiva
- Manutenção de Aeronaves
- Aplicação de Revestimentos Cerâmicos
- Telhados Metálicos
- Encanamento e Aquecimento
- Eletricidade Predial
- Controle Industrial
- Construção em alvenaria
- Entalhador em Pedras
- Pintura e Decoração
- Marcenaria
- Entalhador em Madeira
- Carpintaria
- Jardinagem e Paisagismo
- Mecânica de Refrigeração
- Acabamento em Fibras e Gesso

Tecnologia em Manufatura e Engenharia
- Polimecânica e automação
- Manufatura Integrada
- Mecatrônica
- Desenho Mecânico em CAD
- Tornearia a CNC
- Fresagem a CNC
- Construção de molde plástico
- Soldagem
- Eletrônica Industrial
- Robótica Móvel
- Construção em Metal
- Tecnologia em Folhas Metálicas
- Sistema de Transporte de Informações
- Tecnologia da Informação
- Impressão Offset
- Web Design
- Instalação e Manutenção de Redes TCP/IP

Artes Criativas e Moda
- Joalheria
- Floricultura
- Modelação Industrial
- Design Gráfico

Serviços Sociais e Pessoais
- Cabeleireiro
- Terapia da Beleza
- Confeitaria
- Cozinha
- Serviço de Restaurante
- Serviço Social

## Países membros
| ISO | País                        | Filiação | Organização                                                                   |
| --- | --------------------------- | -------- | ----------------------------------------------------------------------------- |
| AE  | Emirados Árabes Unidos      | 1997     | Emirates Skills                                                               |
| AT  | Áustria                     | 1958     | WorldSkills Austria                                                           |
| AU  | Austrália                   | 1981     | WorldSkills Australia                                                         |
| BE  | Bélgica                     | 1998     | Skills Belgium                                                                |
| BN  | Brunei Darussalam           | 2004     | Ministry of Education (Dept of Technical Education)                           |
| BR  | Brasil                      | 1981     | SENAI                                                                         |
| CA  | Canadá                      | 1990     | Skills/Compétences Canada                                                     |
| CH  | Suiça                       | 1953     | Competence                                                                    |
| DE  | Alemanha                    | 1953     | WorldSkills Germany                                                           |
| DK  | Dinamarca                   | 1998     | Skills, Cirius                                                                |
| EC  | Equador                     | 2006     | Techna                                                                        |
| EE  | Estônia                     | 2007     | Foundation for Lifelong Development Innove                                    |
| ES  | Espanha                     | 2005     | Ministry of Education and Science                                             |
| FI  | Finlândia                   | 1988     | Skills Finland                                                                |
| FR  | França                      | 1953     | COFOM                                                                         |
| HK  | Hong Kong                   | 1997     | Vocational Training Council                                                   |
| HR  | Croácia                     | 2006     | Croatia Skills                                                                |
| HU  | Hungria                     | 2006     | National Institute of Vocational Education                                    |
| ID  | Indonésia                   | 2004     | Ministry of National Education                                                |
| IE  | Irlanda                     | 1956     | Department of Education and Science, National Skills Competition              |
| IN  | Índia                       | 2007     | Confederation of Indian Industry                                              |
| IR  | Irã                         | 2000     | Technical & Vocational Training Organization TVTO                             |
| IT  | Tirol Sul, Itália           | 1995     | Landesverband der Handwerker LVH                                              |
| JM  | Jamaica                     | 2004     | Vocational Training Development Institute                                     |
| JP  | Japão                       | 1961     | JAVADA                                                                        |
| KR  | Coreia do Sul               | 1966     | Human Resources Development Services                                          |
| LI  | Principado de Liechtenstein | 1968     | WorldSkills Liechtenstein                                                     |
| LU  | Luxemburgo                  | 1957     | Centre National de Formation Professionnelle Continue CNFPC                   |
| MA  | Marrocos                    | 1998     | Ministere de la Formation Professionnelle                                     |
| MO  | Macau                       | 1983     | Department of Labour & Employment Affairs Head of Vocational Training Centre  |
| MX  | México                      | 2006     | General Directorate of Vocational Training Centres                            |
| MY  | Malásia                     | 1992     | Ministry of Works Malaysia, Corporate Management and Planning Division (BPPK) |
| NL  | Holanda                     | 1962     | Skills Netherlands                                                            |
| NO  | Noruega                     | 1990     | WorldSkills Norway                                                            |
| NZ  | Nova Zelândia               | 1985     | Youth Skills New Zealand                                                      |
| PH  | Filipinas                   | 1994     | TESDA                                                                         |
| PT  | Portugal                    | 1950     | Instituto do Emprego e Formação Profissional IEFP                             |
| SA  | Arábia Saudita              | 2001     | GOTEVOT                                                                       |
| SE  | Suécia                      | 1994     | Youth Skills Sweden AB                                                        |
| SG  | Singapura                   | 1993     | Institute of Technical Education                                              |
| TH  | Tailândia                   | 1993     | Department of Skill Development                                               |
| TN  | Tunísia                     | 1996     | Agence Tunisienne de la Formation Professionnelle                             |
| TW  | Taipé                       | 1970     | EVTA                                                                          |
| UK  | Reino Unido                 | 1953     | UK Skills                                                                     |
| US  | Estados Unidos da América   | 1973     | SkillsUSA                                                                     |
| VE  | Venezuela                   | 2002     | INCE                                                                          |
| VN  | Vietnã                      | 2006     | Ministry of Labour, Invalids and Social Affairs                               |
| ZA  | África do Sul               | 1990     | WorldSkills South Africa                                                      |